# Liste der Bodendenkmäler in Dorfen
Auf dieser Seite sind die Bodendenkmäler in der oberbayerischen Stadt Dorfen zusammengestellt. Diese Tabelle ist eine Teilliste der Liste der Bodendenkmäler in Bayern. Grundlage ist die Bayerische Denkmalliste, die auf Basis des Bayerischen Denkmalschutzgesetzes vom 1. Oktober 1973 erstmals erstellt wurde und seither durch das Bayerische Landesamt für Denkmalpflege geführt wird. Die folgenden Angaben ersetzen nicht die rechtsverbindliche Auskunft der Denkmalschutzbehörde.

## Bodendenkmäler in Dorfen
| Lage       | Objekt | Akten-Nr.     | Bild         |
| ---------- | --- | ------------- | ------------ |
| (Standort) | Siedlung des Neolithikums. | D-1-7638-0009 |              |
| (Standort) | Untertägige mittelalterliche und frühneuzeitliche Befunde und Funde im Bereich der abgegangenen katholischen Kirche St. Georg in Eibach. | D-1-7638-0049 |              |
| (Standort) | Untertägige mittelalterliche und frühneuzeitliche Befunde und Funde im Bereich der katholischen Filialkirche St. Nikolaus von Staffing und ihrer Vorgängerbauten                                                                                        | D-1-7638-0050 |              |
| (Standort) | Körpergräber des frühen Mittelalters. | D-1-7639-0001 |              |
| (Standort) | Burgstall des Mittelalters und abgegangener Edelsitz der frühen Neuzeit („Allersburg“). | D-1-7639-0002 |              |
| (Standort) | Verebneter Turmhügel des späten Mittelalters und der frühen Neuzeit („Sitz Breitenloh“). | D-1-7639-0005 |              |
| (Standort) | Ringwall vor- und frühgeschichtlicher Zeitstellung. | D-1-7639-0006 |              |
| (Standort) | Untertägige mittelalterliche und frühneuzeitliche Befunde und Funde im Bereich der katholischen Filialkirche St. Johannes der Täufer von Englschalling.                                                                                                 | D-1-7639-0007 |              |
| (Standort) | Siedlung vorgeschichtlicher Zeitstellung, u. a. des Jungneolithikums, sowie Wüstung des Mittelalters. | D-1-7639-1003 |              |
| (Standort) | Untertägige mittelalterliche und frühneuzeitliche Befunde und Funde im Bereich der katholischen Filialkirche St. Jakob von Jakobrettenbach und ihrer Vorgängerbauten sowie vermutlich Turmhügel des hohen Mittelalters.                                 | D-1-7639-1045 |              |
| (Standort) | Untertägige mittelalterliche und frühneuzeitliche Befunde im Bereich von Schloss Kalling und seiner Vorgängerbauten. | D-1-7639-1048 |              |
| (Standort) | Siedlung vorgeschichtlicher Zeitstellung. | D-1-7738-0003 |              |
| (Standort) | Untertägige mittelalterliche und frühneuzeitliche Siedlungsteile der historischen Marktsiedlung Dorfen. | D-1-7738-0033 |              |
| (Standort) | Abgegangener Weiler und Edelsitz des späten Mittelalters und der frühen Neuzeit („Lindum“). | D-1-7738-0034 |              |
| (Standort) | Siedlung vor- und frühgeschichtlicher Zeitstellung, u. a. der frühen, mittleren und späten Bronzezeit, der frühen Urnenfelderzeit sowie des Mittelalters.                                                                                               | D-1-7738-0036 |              |
| (Standort) | Siedlung der Bronzezeit oder der Urnenfelderzeit. | D-1-7738-0037 |              |
| (Standort) | Untertägige spätmittelalterliche und frühneuzeitliche Befunde und Funde im Bereich der katholischen Pfarr- und Wallfahrtskirche Maria Dorfen in Dorfen und dem zugehörigen Kirchhof.                                                                    | D-1-7738-0038 |              |
| (Standort) | Untertägige spätmittelalterliche und frühneuzeitliche Befunde und Funde im Bereich der katholischen Filialkirche St. Johannes der Täufer von Jaibing.                                                                                                   | D-1-7738-0039 |              |
| (Standort) | Untertägige spätmittelalterliche und frühneuzeitliche Befunde und Funde im Bereich der katholischen Filialkirche St. Antonius von Padua und des abgegangenen frühneuzeitlichen Franziskanerklosters Zeilhofen.                                          | D-1-7738-0040 |              |
| (Standort) | Siedlung des Endneolithikums oder der Frühbronzezeit. | D-1-7738-0054 |              |
| (Standort) | Untertägige mittelalterliche und frühneuzeitliche Befunde im Bereich der ehemaligen Marktbefestigung von Dorfen (sog. „Herzoggraben“). | D-1-7738-0153 |              |
| (Standort) | Untertägige mittelalterliche und frühneuzeitliche Befunde und Funde im Bereich der katholischen Marktkirche St. Vitus von Dorfen und ihrer Vorgängerbauten.                                                                                             | D-1-7738-0154 |              |
| (Standort) | Untertägige spätmittelalterliche und frühneuzeitliche Befunde und Funde im Bereich der ehemaligen katholischen Pestkapelle St. Sebastian in Dorfen mit zugehörigem Friedhof.                                                                            | D-1-7738-0155 |              |
| (Standort) | Niederungsburgstall des späten Mittelalters und der frühen Neuzeit („Schloss Zeilhofen“) mit zugehörigem Wirtschaftshof und abgegangener barocker Gartenanlage.                                                                                         | D-1-7738-0170 | Bodendenkmal |
| (Standort) | Untertägige frühneuzeitliche Befunde und Funde im Bereich der katholischen Filialkirche St. Martin von Landersdorf und ihres Vorgängerbaus. | D-1-7738-0175 |              |
| (Standort) | Untertägige mittelalterliche und frühneuzeitliche Befunde und Funde im Bereich der katholischen Filialkirche St. Leonhard von Esterndorf und ihres Vorgängerbaus                                                                                        | D-1-7738-0179 |              |
| (Standort) | Untertägige mittelalterliche und frühneuzeitliche Befunde und Funde im Bereich der katholischen Pfarrkirche St. Georg von Oberdorfen. | D-1-7738-0182 |              |
| (Standort) | Untertägige mittelalterliche und frühneuzeitliche Befunde und Funde im Bereich der katholischen Filial- und Kuratiekirche St. Nikolaus von Watzling und ihrer Vorgängerbauten.                                                                          | D-1-7738-0191 |              |
| (Standort) | Untertägige spätmittelalterliche und frühneuzeitliche Befunde und Funde im Bereich der katholischen Filialkirche Hl. Kreuz in der Wüstung „Lindum“. | D-1-7738-0197 |              |
| (Standort) | Untertägige spätmittelalterliche und frühneuzeitliche Siedlungsteile der Markterweiterungen von Dorfen. | D-1-7738-0202 |              |
| (Standort) | Untertägige frühneuzeitliche Befunde und Funde im Bereich der ehemaligen Etzkapelle in Dorfen. | D-1-7738-0203 |              |
| (Standort) | Siedlung der Bronzezeit. | D-1-7738-0207 |              |
| (Standort) | Siedlung mit Metallverarbeitung vor- und frühgeschichtlicher Zeitstellung, u. a. der Bronzezeit. | D-1-7738-0208 |              |
| (Standort) | Siedlung vorgeschichtlicher Zeitstellung, u. a. der jüngeren Latènezeit. | D-1-7739-0002 |              |
| (Standort) | Verebnete Grabhügel vorgeschichtlicher Zeitstellung. | D-1-7739-0006 |              |
| (Standort) | Siedlung vor- und frühgeschichtlicher Zeitstellung. | D-1-7739-0020 |              |
| (Standort) | Station des Mesolithikums, Siedlung und Grabenwerk vor- und frühgeschichtlicher Zeitstellung, u. a. des Neolithikums, der Bronzezeit und der römischen Kaiserzeit sowie Wüstung des Mittelalters und der frühen Neuzeit.                                | D-1-7739-0021 |              |
| (Standort) | Verebneter Turmhügel des hohen Mittelalters mit abgegangenem Wirtschaftshof. | D-1-7739-0024 |              |
| (Standort) | Bohlenweg vor- und frühgeschichtlicher Zeitstellung. | D-1-7739-0025 |              |
| (Standort) | Untertägige spätmittelalterliche und frühneuzeitliche Befunde im Bereich der katholischen Filialkirche Hl. Kreuzauffindung in Mainbach. | D-1-7739-0038 |              |
| (Standort) | Siedlung vor- und frühgeschichtlicher Zeitstellung, u. a. des Neolithikums und der römischen Kaiserzeit sowie Körpergräber des frühen Mittelalters. | D-1-7739-0040 |              |
| (Standort) | Siedlung des Mittelneolithikums, des Endneolithikums, der frühen Bronzezeit, der Urnenfelderzeit und der späten Latènezeit. | D-1-7739-0059 |              |
| (Standort) | Siedlung des Neolithikums, der Bronzezeit und der römischen Kaiserzeit. | D-1-7739-0060 |              |
| (Standort) | Burgstall des hohen oder späten Mittelalters. | D-1-7739-0116 |              |
| (Standort) | Untertägige mittelalterliche und frühneuzeitliche Befunde und Funde im Bereich der katholischen Pfarrkirche St. Nikolaus von Grüntegernbach. | D-1-7739-0118 |              |
| (Standort) | Untertägige spätmittelalterliche und frühneuzeitliche Befunde im Bereich der katholischen Filialkirche St. Valentin in Grünbach. | D-1-7739-0120 |              |
| (Standort) | Verebneter Burgstall des hohen oder späten Mittelalters. | D-1-7739-0121 |              |
| (Standort) | Untertägige spätmittelalterliche und frühneuzeitliche Befunde und Funde im Bereich der katholischen Filialkirche St. Kolomann von Sankt Colomann. | D-1-7739-0127 |              |
| (Standort) | Untertägige spätmittelalterliche und frühneuzeitliche Befunde und Funde im Bereich der katholischen Filialkirche St. Johannes Evangelist von Wasentegernbach.                                                                                           | D-1-7739-0134 |              |
| (Standort) | Untertägige mittelalterliche und frühneuzeitliche Befunde und Funde im Bereich des abgegangenen Schlosses Wasentegernbach und seiner Vorgängerbauten.                                                                                                   | D-1-7739-0135 |              |
| (Standort) | Untertägige mittelalterliche und frühneuzeitliche Befunde und Funde im Bereich der katholischen Filialkirche St. Michael von Kirchstetten und ihrer Vorgängerbauten sowie vermutlich abgegangenes Kloster der Karolingerzeit („coenobium Tegarinuuac“). | D-1-7739-0137 |              |
| (Standort) | Untertägige mittelalterliche und frühneuzeitliche Befunde und Funde im Bereich der katholischen Pfarrkirche Mariä Himmelfahrt von Schwindkirchen und ihrer Vorgängerbauten.                                                                             | D-1-7739-0144 |              |
| (Standort) | Untertägige mittelalterliche und frühneuzeitliche Befunde und Funde im Bereich der katholischen Filialkirche St. Peter und Paul von Hampersdorf. | D-1-7739-0148 |              |
| (Standort) | Abgegangene Wallfahrtskapelle und Soldatenfriedhof der frühen Neuzeit („Heilig Blut“) | D-1-7739-0150 |              |
| (Standort) | Untertägige frühneuzeitliche Befunde und Funde im Bereich der katholischen Filialkirche St. Andreas bei Kleinkatzbach und ihres Vorgängerbaus. | D-1-7739-0152 |              |
| (Standort) | Siedlung des Neolithikums, der Bronzezeit und der Hallstattzeit. | D-1-7739-0155 |              |
| (Standort) | Siedlung des Jung- oder Spätneolithikums. | D-1-7739-0156 |              |
| (Standort) | Siedlung der Bronzezeit und der Urnenfelderzeit. | D-1-7739-0157 |              |
| (Standort) | Untertägige frühneuzeitliche Befunde und Funde im Bereich der katholischen Kapelle St. Kastulus in Oberschiltern. | D-1-7739-0158 |              |
| (Standort) | Untertägige mittelalterliche und frühneuzeitliche Befunde und Funde im Bereich des ehemaligen Schlosses Moosen und seiner Vorgängerbauten mit zugehörigem Wirtschaftshof.                                                                               | D-1-7739-0160 |              |